# Ненадкевичит

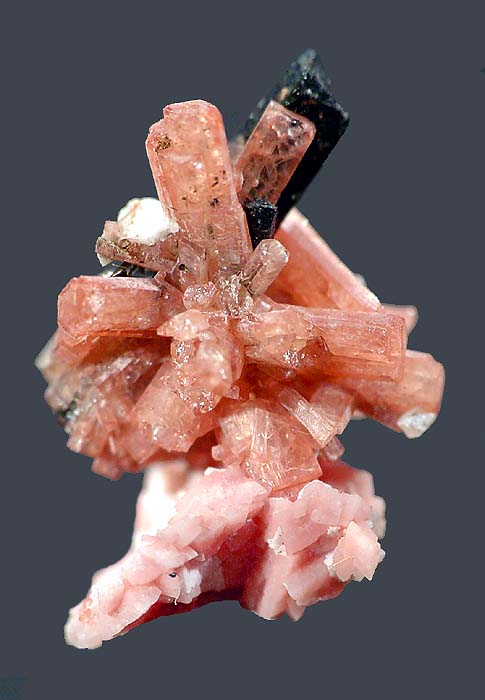
Ненадкевичит, Эгирин, Родохрозит (Квебек, Канада)

Ненадкевичи́т (англ. Nenadkevichite, нем. Nenadkewitschit m, укр. Ненадкевичит) — минерал пластинчатой формы, силикат титана и ниобия.

## История
Открыт М. В. Кузьменко близ Ловозера на горе Карнасурт в 1955 году. Описан Кузьменко М. В. и Казаковой М. Е. и назван в честь русского минералога и геохимика К. А. Ненадкевича (выпускника Московского университета [1902], ученика академика В. И. Вернадского).

## Описание
Данный минерал (из щелочных пегматитов) содержит: Na2O — 4,16 %; K2O — 2,24 %; CaO — 1,75 %; Nb2O5 — 24,61 %; TiO2 — 12,12 %; SiO2 — 37,15 %; H2O — 10,84 %. Примеси: MnO — 2,90 %; BaO — 1,39 %; Al2O3 — 1,15 %; Fe2O3 — 0,80 %; MgO — 0,52 %; TR2O3 — 0,30 %. Строение кристаллической решётки представляет собой ромбическую сингонию. Кристаллы пластинчатые или призматические. Плотность: 2,838—2,885. Твёрдость: 5. Цвет тёмно-коричневый, коричневый, от коричневато-розового до розового. Цвет черты бледно-розовый, практически белый. Блеск стеклянный. Матовый. В нефелин-сиенитовых пегматитах ассоциирован с эгирином, гакманитом, эвдиалитом.

## Месторождения
Встречается на Кольском полуострове (Россия), на Желтореченском месторождении (Украина), в Илимаусак (Гренландия), Намибии, в Мон-Сен-Илер (Канада), США, Китае.
Ненадкевичит тесно ассоциириует с эгирином, альбитом, элыгидитом, коробицынитом, сфалеритом.